# Bocksbühl
Der Bocksbühl ist ein 437 m ü. NHN hoher Berg im oberen Leinebergland in Südniedersachsen, Deutschland.

## Geographische Lage
Der Berg liegt im südlichen Niedersachsen, in der Nähe des Dreiländerecks zu Thüringen und Hessen zwischen den Ortschaften Ludolfshausen im Osten und Groß Schneen im Westen. Die Kreisstadt Göttingen liegt ungefähr zwölf Kilometer in nördlicher Richtung.

## Naturräumliche Einordnung
Der Berg zählt nach der naturräumlichen Gliederung im Blatt Kassel zum Reinhäuser Wald (Nr. 373.2) innerhalb des Göttingen-Northeimer Walds (Nr. 373) und ist Teil der Weser-Leine-Berglandes (Nr. 37).

## Natur
Der komplett bewaldete Berg besteht aus den unmittelbar nebeneinander liegenden Kuppen des Großen (437 m) und Kleinen (ca. 420 m) Bocksbühl. Sie bestehen aus Muschelkalk und überragen das nordöstlich angrenzende Buntsandsteinplateau des Reinhäuser Waldes um etwa 100 m. Zum Berggebiet zählen noch der etwa 500 m südlich liegende  Fritzeberg (427,0 m) und die westlich gelegene Plesse (388,3 m). Vom Gipfel hat man eine Aussicht auf das Obere Leinebergland, ins westliche Eichsfeld und bei klarer Sicht bis zum Brocken im Harz. Zahlreiche Wanderwege führen auf den Berg.

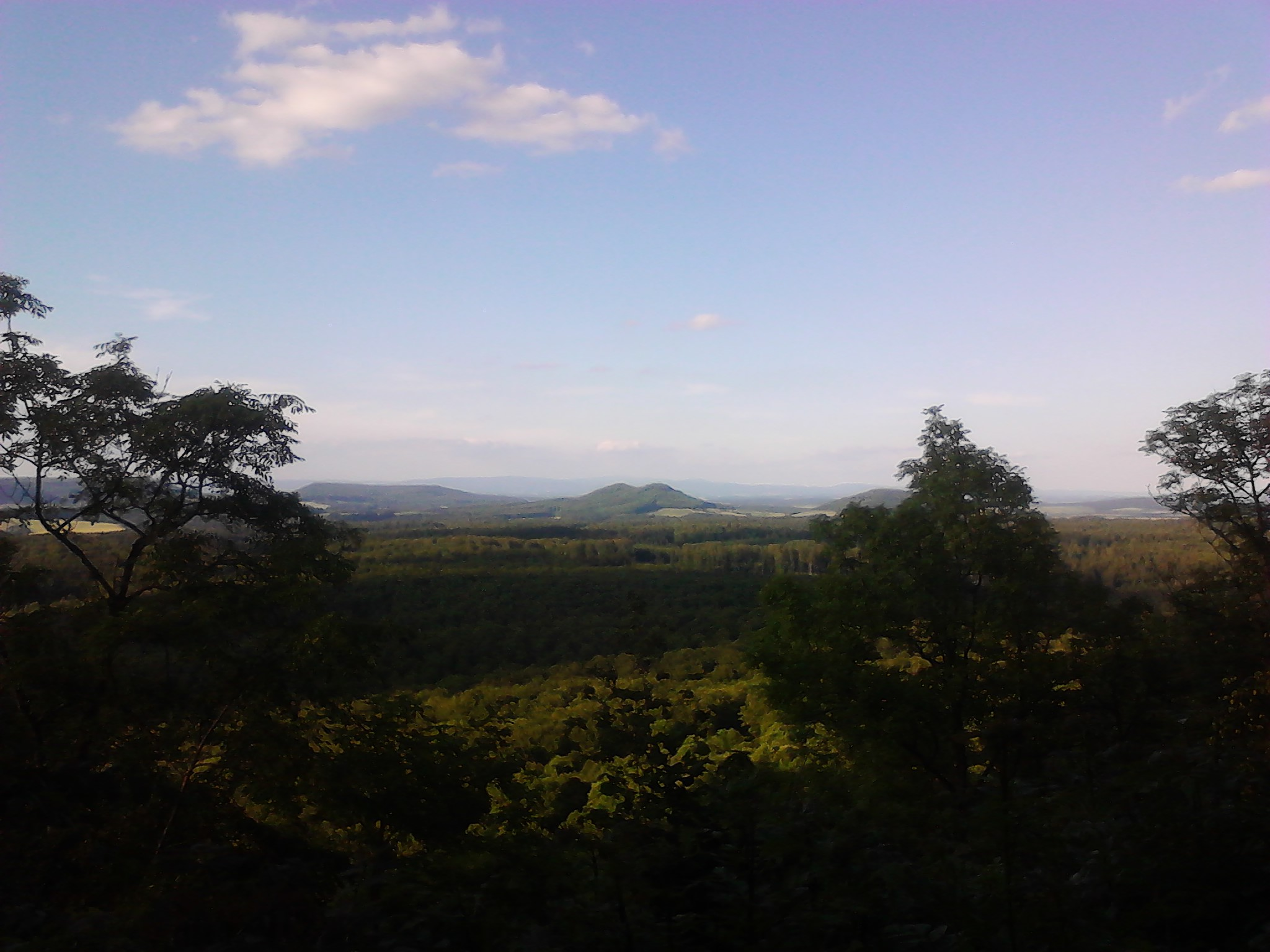
Die Gleichen vom Bocksbühl aus gesehen
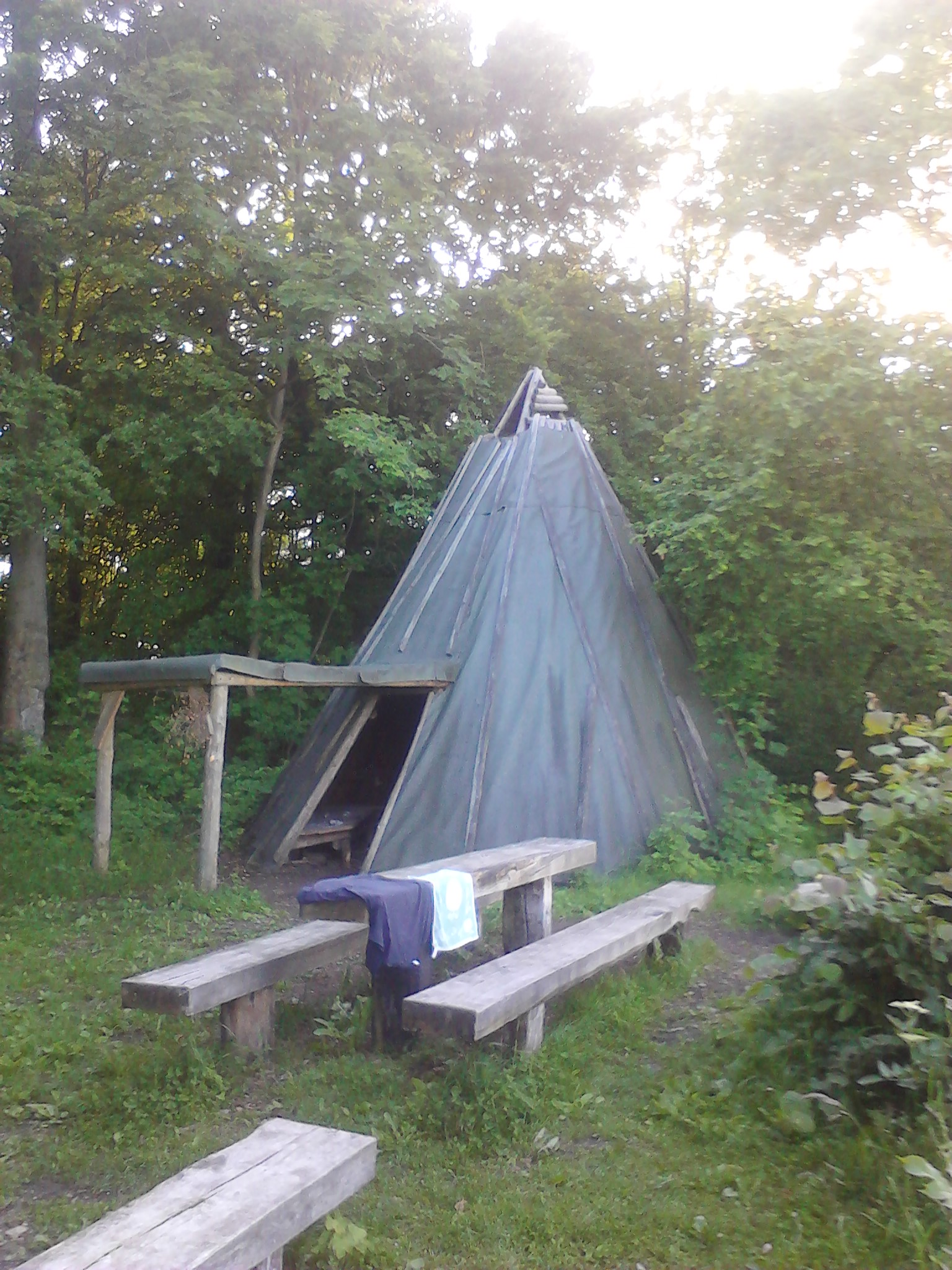
Grillhütte auf dem Bocksbühl